# Naie
Naie (奈井江町?) è una cittadina giapponese della prefettura di Hokkaidō.